# Наварра-и-Рокафуль, Мельчор де
Мельчо́р де Нава́рра и Рокафу́ль Марти́нес де Арройти́я и Ви́ке, принц де Масса (исп. Melchor de Navarra y Rocafull, duque de de la Palata; 1626, Торрелакарсель, Арагон, Испания — 13 апреля 1691, Портобело, Панама) — испанский политик, вице-король Перу с 1681 по 1689.

## Ранняя карьера
Мельчор де Наварра получил образование в университетах Овьедо и Саламанки. Он был рыцарем ордена Алькантара. Занимал различные посты, представляя королевскую власть в Арагоне и Неаполе. Он был в составе правительственной хунты, когда на престол взошёл Карлос II. В 1681 году де Наварра был назначен вице-королём Перу, крупнейшее тогда вице-королевство, простиравшееся от Панамы до Чили.

### Вице-король Перу
После назначения вице-королём де Наварра отплыл из Кадиса 28 января 1681 года, в Лиму он прибыл 20 ноября того же года и принял руководство колонией у архиепископа Лимы Мельчора Линьяна и Сиснероса.
Во время своего правления Мельчор де Наварра издал указы для защиты коренного населения Перу от грабительских церковных налогов. Он также провёл перепись среди коренного населения.
В своё правление он реорганизовал университет Сан-Маркос, а в 1683 году вновь открыл монетный двор в Лиме, который был закрыт с 1572 года.
Английский корсар Эдвард Дэвид и другие пираты, появившиеся на Тихоокеанском побережье Перу в 1684 году, вынудили вице-короля принимать дорогостоящие меры по укреплению колонии. В 1686 году он приказал начать строительство городских стен в Лиме и Трухильо. Активные боевые действия с пиратами продолжались около четырёх лет.

## Землетрясение в Лиме
20 октября 1687 года в Лиме произошло разрушительное землетрясение, приведшее к большим разрушениям и гибели 600 человек в Лиме и 700 в Кальяо. Лима того времени представляла собой город с прямыми длинными улицами из кирпичных и глиняных домов, почти все эти постройки были разрушены либо сильно повреждены, также были разрушены почти все церкви города и только что начатые городские стены. Землетрясение привело к большим потерям сельскохозяйственных культур в области Лимы. Вице-король и его жена предпринимали активные меры для помощи пострадавшим, в том числе расходуя свои собственные средства. В результате город был полностью восстановлен, чтобы снова быть разрушенным от сильнейшего землетрясения в 1746 году.

## Городские стены
Важнейшим достижением де Наварры стало строительство городских стен Лимы, которое было продолжено, несмотря на землетрясение. Строительство было окончено в 1687 году, длина стены составляла 11700 метров, а ширина по вершине — около 5 метров. В стене было 34 защитных бастиона и пять ворот. В дальнейшем стена была расширена на севере города.
Стена овальной формы была также возведена в Трухильо между 1685 и 1687 годами, Трухильо стал третьим городом в Америке (после Картахены и Кальяо), защищённым городской стеной.

## Окончание правления
Назначенный преемник администрации Наварры, граф Каньете, умер по пути во время плавания от Акапулько к Паите. На его место был послан Мельчор Портокарреро, который вступил в должность 15 августа 1689 года. 18 ноября 1689 года де Наварра послал подробный отчёт о времени его администрации в Испанию. В Лиме он оставался до 1691 года, ожидая окончания проверки его деятельности на посту вице-короля. По возвращении в Испанию его ожидал пост консула Арагона, но Мельчор де Наварра скончался в пути, 13 апреля 1691 года в городе Портобело в Панаме.